# البرلمان التركي
مجلس الأمة التركي الكبير أو البرلمان التركي هو الهيئة التشريعية الوحيدة المخولة بمناقشة وتعديل الدستور التركي. تأسست الجمعية في أنقرة في 23 أبريل 1920 في خضم حرب الاستقلال التركية. تتكون الجمعية من 600 عضوًا يُنتخبون كل خمس سنوات في 85 دائرة مقسمة حسب المحافظات الإحدى والثمانين، بالإضافة إلى الدوائر الانتخابية الثلاث لإسطنبول والدائرتين لكل من أنقرة وازمير، وذلك بسبب الثقل السكاني لهذه المدن.

## التاريخ

### تعريف البرلمان التركي
أسس البرلمان التركي (الجمعية الوطنية الكبرى)
في أثناء مقاومة الدولة العثمانية لاحتلال دول الحلفاء في 23 أبريل لعام 1920، وقد شكلت وفقًا لإرادة الأمة التركية ولا تزال حتى الآن لديها السلطة من الأمة والجمهورية التركية بصفتها المؤسسة التشريعية للدولة دستوريًا. "السيادة للأمة بلا قيد ولا شرط"
هذا هو المبدأ الأساسي لتكوين الجمعية الوطنية الكبرى. وهو ليس أعلى الأجهزة الدستورية في الدولة على الرغم من كونه السلطة الصانعة للقوانين (السلطة التشريعية)، يكتسب شرعيته في التصرف وفقًا لنزاهته الدستورية وبالاتفاق الموجود في ديباجة (مقدمة) الدستور، بالإضافة إلى كونها السلطة المخولة بإجراء التعديلات في الدستور، لكن لا يقتصر هذا على إجراء تعديلات فقط إذ كان أم لم يكون ضد الميثاق الاجتماعي الذي يحافظ على حقوق سيادة الشعب بالتعديلات الدستورية والقانونية وكذلك يراقب من قبل المحكمة الدستورية.
ومن الموضح في ديباجة الدستور التي جاءت بالمفهوم الذي ذكر في القوانين والدستور بأنه مؤلف من استخدام بعض سلطات الدولة وواجباتها في تقسيم العمل والتعاون، ولكنه لا يأتي على مفهوم ترتيب الأولوية بين أجهزة الدولة وفصل القوى وعلى مبدأ الفصل بين السلطات المهيمنة في الدولة.
وفقا للمادة 108 من الدستور، تجري انتخابات السلطة التشريعة للبرلمان التركي لنواب البرلمان التركي كل أربع سنوات ومدة واحدة وحرة وتحت إشراف الإدارة العامة والهيئات القضائية. يقوم النواب المرشحين الذين فازوا بعضوية البرلمان التركي لأربع سنوات بالقسم بالشرف والنزاهة أمام البرلمان التركي على إبقائهم لرابط الدستوري. يمتلك أعضاء البرلمان التركي حصانة قانونية.

### التاريخ السياسي للبرلمان التركي
فُتح أول برلمان في التاريخ السياسي التركي في 19 مارس 1877 مُصاحبه إحتفال أُقيم في قصر طولمة باغجة في إسطنبول في عهد العثمانيين. وفقًا للقانون الأساسي للمجلس المُسمى بالمجلس العمومي. أُقيم أول تكوين لهذا البرلمان المجلس المُنقسم إلى مجلس النواب ومجلس الأعيان في بناء جامعة إسطنبول في 20 مارس 1877 في عهد السلطان أحمد. إنحل المجلس لفترة قصيرة بسبب حرب 93.
أُغلق المجلس الذي فُتح من جديد في 18 ديسمبر 1877 عقب الإنتخابات العامة الثانية التي أقيمت بعد ذلك في 17 فبراير 1878 من قبل السلطان عبد الحميد الثاني من خلال سلطاته التي منحها له القانون الأساسي.
أقيمت أول إنتخابات تسير على قانون الإنتخابات. كان من الممكن أن يصوت دافعي الضرائب في الإنتخابات الذين تتراوح أعمارهم ما بين 25-30. ظل المجلس الذي فُتح من جديد في 17 ديسمبر 1908 مفتوحاً حتى إحتلال إسطنبول.
أُقيم لأول مرة بعد ثلاث سنوات في إسطنبول إنتخابات فرعية . أُغلق هذا المجلس رسمياً في 11 أبريل 1920 بسبب إحتلال إسطنبول من بعد خروج الدولة العثمانية مهزومة من الحرب العالمية الأولى وتوقيع الدولة العثمانية على إتفاقية مودرس لوقف اطلاق النار.

#### تأسيسه
كان يريد مصطفى كمال أتاتورك منذ البداية تجمهر نواب المجلس في الأناضول وليس في إسطنبول. كان المجلس في خطر في ظل احتلال إسطنبول. في الاجتماعات التي أجرتها الهيئة الممثلة للمعارضة رجّح أتاتورك فكرة التجمهر في المجلس باسطنبول. أُجريت الانتخابات في فترة حكومة على رضا باشا من أجل تعيين أعضاء نواب المجلس. نجح في الانتخابات أعضاء جمعية المدافعة عن حقوق لروملي والاناضول.
كانت تريد الهيئة التمثلية تكوين مجموعة اسمها المُدافعة عن الحقوق لنواب المجلس القومين.
أراد أتاتورك رئيس الهيئة التمثيلة التعرف كقانون الحركة التي استمرت في الاناضول والمُنتخب رئيس مجلس النواب نفسها. لكن في 18مارس 1920 نفت قوات الاحتلال البريطاني واعتقلت النواب القومين للهيئة التمثيلية التي في مجلس النواب. أُغلق مجلس النواب في 18مارس 1920 عقب هذه الاعتقالات. وبِناء على هذا طَالب أتاتورك بعقد اجتماع في أنقرة للمجلس المُمثل للهيئة التمثيلية وأعلن بالبيان الذي نُشر في 21ايريل 1920 بالتجمهر في 23 أبريل 1920.فُتح المجلس بالأدعية عقب صلاة الجمعة المُقامة في جامع عيد الحج يوم الجمعة 23 أبريل. فُتح بعدد 115 نائب قومي بسب الصعوبات المجلس المؤسس بعدد 324 نائب قومي وهم من أعضاء مجلس النواب وجمعية المُدافعة عن حقوق روملي والأناضول.والتي قررت القاء اسم “الجمعية التشريعية الكبرى لتركيا”في الاجتماع الذي أُقيم في اليوم ذاته.في تاريخ 23 أبريل 1920 فُتحت أول جلسة للمجلس برئاسة السيد شريف النائب القومي لسبنوب وهو العضو الأكبر سناً وفقاً للبرتوكولات البرلمانية وأجرى خطاباً من على منصة الرئاسة.
أنا أفتتح المجلس القومي الأكبر بصفتي العضو الأكبر سناً لهذا المجلس الأعلى مُعلناً إلى كل العالم الذي بدأ بالإرادة ذاتها وأضيف مباشرة لمسؤليته القدر في ظل الاستقلال التام عن الخارج وداخل نوابنا بمساعدة الله. في حديث الافتتاح سُميت “الجمعية التشريعة الكبرى لتركيا ”أيضاً باسم البرلمان التركي الجديد الذي أسند إليه السلطة التشريعية. وتبنّى الجميع هذا الاسم. استمر اسم الجمعية التشريعية الكبرى لتركيا لأول مرة كمكتوب أيضاً في اللائحة المبنية على الوزراء في تاريخ 8 فبرابر 1921 وبعد ذلك بالتشكيل الذي يصف كل محادثات أتاتورك. اختارت الجمعية التشريعية الكبرى لتركيا لرئاسة المجلس مصطفى كامل أتاتورك في الاجتماع الثاني الذي أُجرى في يوم 24 أبريل 1920.استمر اتاتورك برئاسة الجمعية الشريعية الكبرى لتركيا المؤسس تحت الإشراف نفسه حتى تاريخ 29 أكتوبر 1923 هو اليوم الذي أانتخب فيه كرئيس للجمهورية.

##### 1945 يومنا
المادة الرئيسة: فترة الحزب الواحد للجمهورية التركية.

## الجمعية المركزية
السكرتير العام
إدارة القلم القومي
إدارة حماية القصور القومية والجمعية التشريعية الكبرى

## عمل الجمعية التشريعية الكبرى لتركيا
أعضاء الجمعية التشريعية الكبرى لا يمثلوا مُنتخبيهم أو المنطقة المنتخبين عنها فقط، بل يمثلوا كل اللأمة.
تداخل بهذا الشكل التالى حينما بدأ أعضاء الجمعية التشريعية العمل:
(أقسم بشرفى وعرضى أمام الأمة التركية العليا على الحفاظ على وجود واستقلال الدولة وحدة الأمة والوطن. وسأحافظ على سيادة الأمة دون قيد ولا شرط، وعلى سيادة القانون، الجمهورية الديمقراطية والعلمانية، وإلى الالتزام بمبادئ وإصلاحات أتاتورك والسلام والرخاء للمجتمع، في روح من التضامن الوطني والعدالة وحقوق الإنسان والحريات الأساسية في ظل مفهوم العدالة والتضامن والرفاهي والسلام للأمة والمجتمع.)
اعتمد العمل بهذا خمسة سنوات قبل الانتخابات البرلمانية لعام2007، وقبل الاستفتاء بأربع سنوات على التعديل الدستوري. ويحق لأعضاء الجمعية بالقرار الذي اتخذه أعضاء المجلس الأعلى لانتخابات بشان المدة المُعلنة في جميع القوانين بانتخابات لنائب العام القومى كل أربعة سنوات.
وفقاً لعدد المقاعد الذي حصلت عليه الاحزاب السياسية في المجلس وتحدد الوظيفة كمعارضة ومعارضة رئيسية وحكومة.

### الرئيس
المادة الرئيسية: قائمة رؤساء الجمعية التشريعية القومية لتركيا.

#### ديوان الرئاسة
يوُسس الرئيس ديوان الرئاسة من ثلاثة من المشرف الادارى وسبعة أعضاء من الكتاب وأربعة نواب لرئيس.وتمثل الأحزاب السياسية في ديوان الرئاسة بنسبة عدد النواب القومين الت تمتلكها في المجلس.
المادة 94 وفقاً للدستور:
تكون ديوان الرئاسة للجمعية الترشيعية الكبرى لتركيا من رؤساء الإدارة وأعضاءالعاملين ونواب الرئيس ورئيس المجلس المُنتخب من بين أعضاء المجلس.يؤسس ديوان الرئاسة بالشكل النسبى الذي يضمن اشتراك عدد من أعضاء جمعات الحزب السياسى ال\ى في المجلس لديوان.لا يمكن لجمعات الحزب السياسى ان يترشحوا للرئاسة.اُختير اثنين في الدورة التشريعية لديوان رئاسة المجلس.ثلاث سنوات فترة عمل المُنتخبين للدورة الثانية وعامان فترة عمل المُنتخبين للفترة الأولى.لا يتمكن الرئيس ولا نائبه الذين يديرون الجلسة من التصويت، ولا يشاركوا في مناقشات المجلس باستسناء الحالات التي تقتضيها مهامهم، رئيس المجلس ونواب الرئيس وأعضاء الأحزاب السياسية الموجودة إلى الانشطة الموجودة داخل وخارج المجلس.تهدف هذه الاحكام لضمان نزاهة ديوان الرئاسة ورئيس المجلس.

##### اللجان
كل دورة تشريعية جديدة يقوم نائب الرئيس الثانى الأكبر سناً وعضو الرئيس الأكبر سناً حتى تجرى انتخابات رئاسية.تُجرى الانتخابات الرئاسية مرتين في الدورة التشريعية.تتولى العمل حتى نهاية الدورة الانتخابية الأولى والثانية.تُول في الحالات الطارئة مهام رئيس المجلس إلى رئيس الجمهورية.

##### حالات النواب
يُنتخب النواب لفترة إلزامية إعادة الانتخابات لاستمرارهم كنواب في نهاية المدة.ويُنتخبوا ويرشحوا للمحافظة المحددة لنواب ولكنهم يمثلوا الأمة كلها في المجلس ليس فقط محافظتهم.يجب على موظفين الدولة الاستقالة من وظائفهم التي بالقطاع العام لامكانية ترشحهم في الحياة النيابية.
كل مواطن تركى يتجاوز سن الخامسة والعشرون يمكنه الترشح ليصبح نائب ولكن لا يمكن ترشيح النواب الذين يمتلكوا الخصائص التالية:
1-غير حاصلين على الشهادة الابتدائية.
2-محكومُ عليه في جرائم فظيعة كالاحتيال والسرقة.
3-لم ينه الخدمة العسكرية أو غير مَعفى منها.
4-عليه أحكام نتيجة حبس سنة على الاقل بسب أعمال الإهمال.
5- عليه أحكام نتيجة أعمال ارهابية.
عدم المسؤلية التشريعية: هو الذي يمتلك عدم المسؤلية التشريعية الاصوات إلى يمثلها المتعلقة بالافكار والكلام في داخل أو خارج المجلس أثناء توليه منصبه.يستمر هذا الحق حتى لو انتهت مدة العضوية.
الحصانة البرلمانية: يمتلك النائب الحصانة القانونية والتي تعنى حق عدم استجوابه أو اعتقاله أوعدم محاكمة المجلس لنائب خلال توليه منصبه.وهذا الحق يقتصر فقط على مدة العضوية.

## اللجنة القانونية
تعمل بتسمية الأمة التركية وتنتخب مباشرة من الجمعية التشريعية الكبرى لتركيا.هي السلطة التشريعية وعمل المجلس الاساسى.إلى جانب هذا السلطة التنفيذية.يقوم المجلس بالتصويت على الثقة بالحكومة والثقة بالجمهوري التركية.يتم تفعيل القوانين التي يصدرها المجلس مت قبل المحكمة الدستورية.
تتبع الجمعية الوطنية التركية الكبرى الأعمال التالية:
الأعراف وقرارات المحكمة وقرارات ديوان الرئاسة وقوانين الجمهورية التركية والدستور الداخلى لبرلمان التركى ودستور الجمهرية التركية.

### الدستور الداخلى للمجلس
يتحدد في الستور الداخلى للمجلس أُسس العمل في الجمعية القومية التركية الكبرى.تحدد قواعد هذا الدستور الداخلى من المجلس ذاته.دخل الدستور الداخلى حيز النفاذ الذي نفذه مجلس الشورى الجمهورية التركية ومجلس النواب في عام 1961.قُبل الدستور الاخلى الجديد الذي أصبح سارى عمله في الجلسات المشتركة لكلا المجلسين في عام 1973.كان يطبق الدستور الداخلى الذي قُبل في عام 1973 فقط وتم إلغاء تطبيق المجلس المُزدوج بدستور 1982.و أصبح سارياًهذا الدستور الداخلى أيضاً المؤرخ عام 1973 حتى يومنا هذا.

## تمثيل الأحزاب السياسية
هي الجمعية التي أُسست في 12 مارس 1889 بهدف اسقاط السلطان عبد الحميد الثانى من على العرش تحت مُسمى الاتحاد العثمانى أو الحزب الأقدم لتركيا.هذه الجمعية التي لُقبت فيما بعد باسم جمعية والاتحاد والترقي أعلنت تحولها إلى حزب سياسى في المؤتمر الذي عُقد من 18 أكتوبر حتى 8نوفمبر عقب الإعلان الدستورى الثانى لهذه الجمعية.
هي تمتلك حق تأسيس مجموعة الاحزاب السياسية التي تمثل ب 20 نائب قومن من البرلمان.يُوجد لكل حزب مجلس تأديبى للمجموعة ذاتها.يُنتخب رئيس المجموعة اما بانتخاب داخلى لعضو واحد من المجموعة وينتخب رئيس الحزب اما رئيس المجموعة مباشرة أو نائب قومى وليس نائب قومى رئيس لحزب.الاحزاب السياسة الغير مالكة لعدد كافى من أجل تأسيس مجموعة لا تتمكن من خروج نائب مُمثل لها في الانتخابات العامة لللجان والمجلس الاستشارى للبرلمان وديوان الرئاسة للبرلمان.

## مباني المجلس
استخدمت ثلاثة مبانٍ للمجلس حتى يومنا هذا. وقد افتتح مبنى المجلس الحالي في عام 1961، وعملت فيه تجديدات في عام 1998.

### أول مبنى للمجلس
كان أول مبنى للمجلس مُكون من صالة كبيرة وتسعة غرف بمساحات مختلف يشغل الطابق الأول مساحة 23x43 ، ويقع أسفل منه الطابق السفلي (البدروم). تعطيه الأهداب واثنين من الشرفات في الواجهة الامامية أبهة وأناقة . في أثناء حرب الاستقلال لم يكن هذا المبنى الصغير مفيداً كثيراً لكي تتخذ فيه كل القرارت السياسية والعسكرية واُستخدم حتى تاريخ 18 أكتوبر 1924. يُستخدم المبنى في يومنا هذا متحفاً لحرب الاستقلال.

#### المبنى الثانى للمجلس
في عام 1923 بدأ المعماري السيد وجدت العمل بمشروع المبنى الثاني للبرلمان التركي. استُكمل المبنى في فترة وجيزة للغاية وافُتتح في 18 أكتوبر 1924. أقيم المبنى الجديد على مساحة تقرب اضلاعه فيها 50 متراً والتي تتجاوز المبنى الأول. استُخدم المبنى طوال 36 عاماً وشهد فيه تاريخ تركيا السياسي الكثير من القرارات المُهمة. كان المبنى مُكوناً من طابقين يقع أسفلهما الطابق السفلي (البدروم). تتوسط قاعة المجلس العامة مركز المبنى . زُين سقف الطابق العلوي بالزخارف العثمانية. كان يوجد بلوحات الحائط المُزينة بزخارف من النجوم والشرفات من أجل الجمهور الموجود في الصالة العامة للمجلس.تم تزين الجزء الخارجى للمدخل الكبير بالأهداب وأقواس الجسر.استُخدم المبنى الثانى للمجلس الذي شهد السنوات الأولى للجمهورية كمبنى للمجلس في حقبة تاريخية مهمة.يُستخدم حالياً كمتحف للجمهورية.

##### المبنى الحالى للمجلس
كلمينيس هولزمينستر هو المهندس المعمارى لمبنى الثالث للبرلمان المُستخدم حت يومنا هذا.حصل الأستاذ هولزمينستر على الجائزة الأولى على مبنى البرلمان الجديد الذي أُقيم في عام 1938 وهو المعمارى أيضاً لمبانى أخرى في أنقرة مهمة في الدولة.اتخذ البرلمان قرارفى 11 يناير1937 بتنظيم مسابقة لبناء المبنى الجديد للبرلمانيُناسب الشخصية المعمارية للقرن العشرين وإلى استمرارية الجمهورية التركية الذي يحمل قيمة تذكارية.فازت ثلاثة مشاريع بالجائزة الأولى على أربعة عشر مشوعاً قُدم للمسابقة.ولكن اختار أتاتورك مشروع كلمينس الذي نال اعجابه.بدأ بناء المبنى في 26 أكتوبر 1939 باحتفال عظيم.أدى اندلاع الحرب العالمية الثانية إلى انقطاع أعمال البناء والانشاءات في فترات نتيجة العيش بأزمات مالية.استمر مرة أخرى في الإنشاء بعد عام 1957 وبدأاستخدام المبنى في يناير 1961.تأسس المجلس الجديد على أراضى مجموعها475،521 متر مربع.يُغطى المبنى الرئيسى مساحة 19,372 متر مربع.كانت أرض مساحة 56.775 متر مربع من المساحة الأجمالية للمبنى كمكان داخلى للموظفين.و248 متر للواجهة الأمامية للمبنى المُكون من خمسة طوابق.
من حيث الحجم هو واحد من أكبر مبانى البرلمان في العالم.

## الفترات التشريعية
يتم تقسيم تاريخ البرلمان التركى إلى 26 دورة تشريعية اعتباراً من تاريخ تأسيسه 23 أبريل 1920 إلى عام 2015. يعمل مجلس أعيان الجمهورية والمجلس القومي بين تاريخ 15 أكتوبر 1961 و12 يونيو 1980 بسب هذا إلى قسمين. وكما موضح بالأسفل 26 فترة تشريعية:
| الأنتخابات                                            | الفترة                                                | التاريخ                        | عدد الأعضاء                    |
| ----------------------------------------------------- | ----------------------------------------------------- | ------------------------------ | ------------------------------ |
|                                                       | الفترة الأولى                                         | 23 أبريل 1920 - 11 أغسطس 1923  | 436                            |
| الأنتخابات العامة لعام 1923                           | الفترة الثانية                                        | 11 أغسطس 1923 - 1 نوفمبر 1927  | 333                            |
| الأنتخابات العامة لعام 1927                           | الفترة الثالثة                                        | 1 مايو 1927 - 4 مايو 1931      | 335                            |
| الأنتخابات العامة لعام 1931                           | الفترة الرابعة                                        | 4 مايو 1931 - 1 مارس 1935      | 348                            |
| الأنتخابات العامة لعام 1935                           | الفترة الخامسة                                        | 1 مارس 1935 - 3 أبريل 1939     | 444                            |
| الأنتخابات العامة لعام 1939                           | الفترة السادسة                                        | 3 أبريل 1939 - 8 مارس 1943     | 470                            |
| الأنتخابات العامة لعام 1943                           | الفترة السابعة                                        | 8 مارس 1943 - 5 أغسطس 1946     | 492                            |
| الأنتخابات العامة لعام 1946                           | الفترة الثامنة                                        | 5 أغسطس 1946 - 22 مايو 1950    | 503                            |
| الأنتخابات العامة لعام 1950                           | الفترة التاسعة                                        | 22 مايو 1950 - 14 مايو 1954    | 492                            |
| الأنتخابات العامة لعام 1954                           | الفترة العاشرة                                        | 14 مايو 1954 - 1 نوفمبر 1957   | 537                            |
| الأنتخابات العامة لعام 1957                           | الفترة الحادية عشرة                                   | 1 نوفمبر 1957 - 27 مايو 1960   | 602                            |
| أنقلاب ال27 من مايو                                   | لجنة الوحدة القومية                                   | 27 مايو 1960 - 25 سبتمبر 1961  | 38                             |
| المجلس التأسيسى (لجنة الوحدة القومية - مجلس النواب)   | المجلس التأسيسى (لجنة الوحدة القومية - مجلس النواب)   | 6 يناير 1961 - 25 أكتوبر 1961  | 6 يناير 1961 - 25 أكتوبر 1961  |
| الأنتخابات العامة لعام 1961                           | الفترة الثانية عشرة                                   | 25 أكتوبر 1961 - 10أكتوبر 1965 | 450                            |
| الأنتخابات العامة لعام 1965                           | الفترة الثالثة عشر                                    | 10 أكتوبر 1965 -12 أكتوبر 1969 | 450                            |
| الأنتخابات العامة لعام 1969                           | الفترة الرابعة عشر                                    | 22 أكتوبر 1969 -14 أكتوبر 1973 | 450                            |
| الأنتخابات العامة لعام 1973                           | الفترة الخامسة عشر                                    | 24 أكتوبر 1973 -5 يونيو 1977   | 450                            |
| الأنتخابات العامة لعام 1977                           | الفترة السادسة عشر                                    | 13 يونيو 1977 -12 سبتمبر 1980  | 450                            |
| أنقلاب ال12 من سبتمبر                                 | لجنة الوحدة القومية                                   | 12 سبتمبر 1980- 6 ديسمبر 1983  | 5                              |
| المجلس التأسيسى (لجنة الوحدة القومية - مجلس المقاومة) | المجلس التأسيسى (لجنة الوحدة القومية - مجلس المقاومة) | 23 أكتوبر 1981 - 6 ديسمبر 1983 | 23 أكتوبر 1981 - 6 ديسمبر 1983 |
| الأنتخابات العامة لعام 1983                           | الفترة السابعة عشر                                    | 24 نوفمبر 1983 -29 نوفمبر 1987 | 400                            |
| الأنتخابات العامة لعام 1987                           | الفترة الثامنة عشر                                    | 14 ديسمبر 1987 -20 أكتوبر 1991 | 450                            |
| الأنتخابات العامة لعام 1991                           | الفترة التاسعة عشر                                    | 6 نوفمبر 1991 -24 ديمسبر 1995  | 450                            |
| الأنتخابات العامة لعام 1995                           | الفترة العشرون                                        | 8 يناير 1995 -18 أبريل 1999    | 550                            |
| الأنتخابات العامة لعام 1999                           | الفترة الحادية والعشرون                               | 2 مايو 1999 -3 نوفمبر 2002     | 550                            |
| الأنتخابات العامة لعام 2002                           | الفترة الثانية والعشرون                               | 14 نوفمبر 2002 - 22 يوليو 2007 | 550                            |
| الأنتخابات العامة لعام 2007                           | الفترة الثالثة والعشرون                               | 4 اغسطس 2007 -12 يونيو 2011    | 550                            |
| الأنتخابات العامة لعام 2011                           | الفترة الرابعة والعشرون                               | 28 يونيو 2011 - 7 يونيو 2015   | 550                            |
| الأنتخابات العامة لعام 2015                           | الفترة الخامسة والعشرون                               | 23 يونيو 2015 - 1 نوفمبر 2015  | 550                            |
| الأنتخابات العامة لعام 2015                           | الفترة السادسة والعشرون                               | 1 نوفمبر 2015 - الآن           | 550                            |

## توزيع أعضاء البرلمان

تركيبة البرلمان

| الحزب | الحزب                 | البرلمان التركي ال25 (انتخابات يونيو 2015) | البرلمان التركي ال25 (انتخابات يونيو 2015) | البرلمان التركي ال26 (انتخابات نوفمبر 2015) |
| الحزب | الحزب                 | عند بداية المجلس                           | عند نهاية المجلس                           | عند بداية المجلس                            |
| --- | --------------------- | ------------------------------------------ | ------------------------------------------ | ------------------------------------------- |
| | حزب العدالة والتنمية  | 258 / 550                                  | 259 / 550                                  | 317 / 550                                   |
| | حزب الشعب الجمهوري    | 132 / 550                                  | 131 / 550                                  | 134 / 550                                   |
| | حزب الشعوب الديمقراطي | 80 / 550                                   | 80 / 550                                   | 59 / 550                                    |
| | حزب الحركة القومية    | 80 / 550                                   | 79 / 550                                   | 40 / 550                                    |
| | مستقلين               | 0 / 550                                    | 1 / 550                                    | 0 / 550                                     |
| المجموع | المجموع               | 550                                        | 550                                        | 550                                         |
| بعد انتخابات يونيو، إحسان أوزكيز عن حزب الشعب أصبح مستقل، وطغرل تركش عن الحركة القومية ذهب للعدالة والتنمية. |                       |                                            |                                            |                                             |

## انظروا أيضاً
1. حرب الاستقلال التركية.
2. 23أبريل السيادة الوطنية وعيد الطفل.
3. قائمة لأول النائبات الأتراك.

- سليمان صويلو